# Pueblo khasi

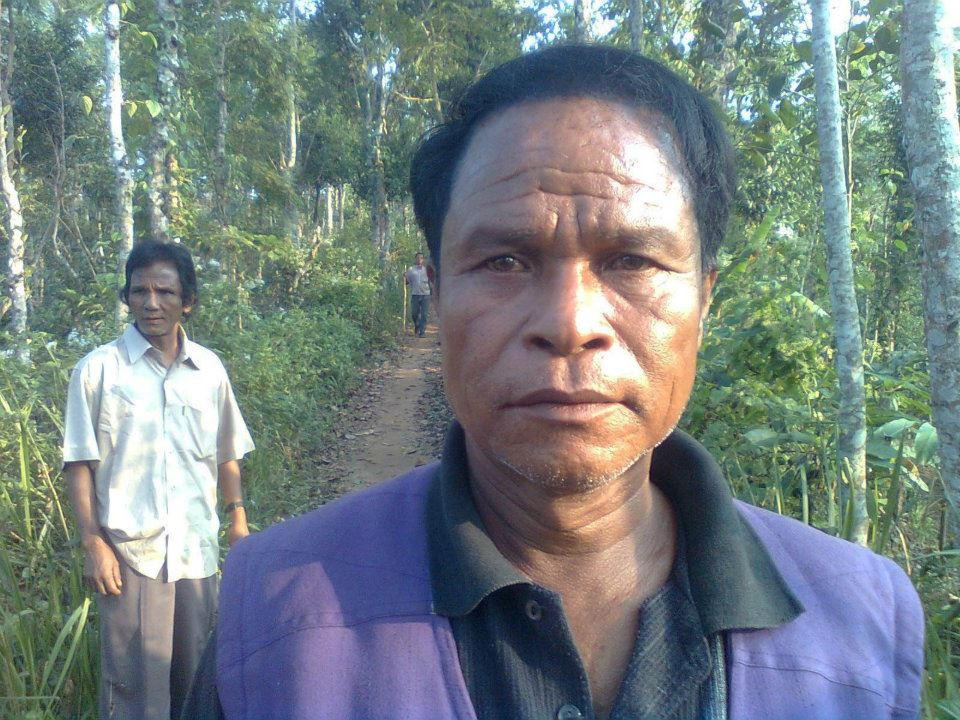
Hombre khasi cerca de Moulvibazar, Bangladés.

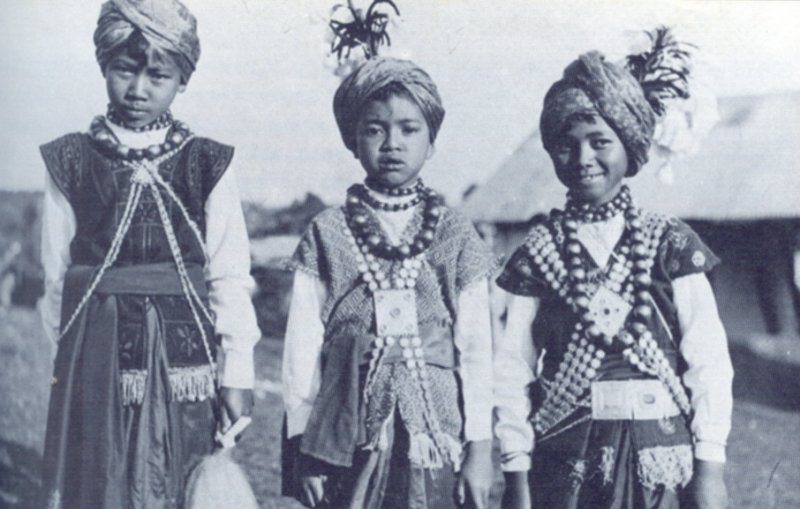
Niños khasi.

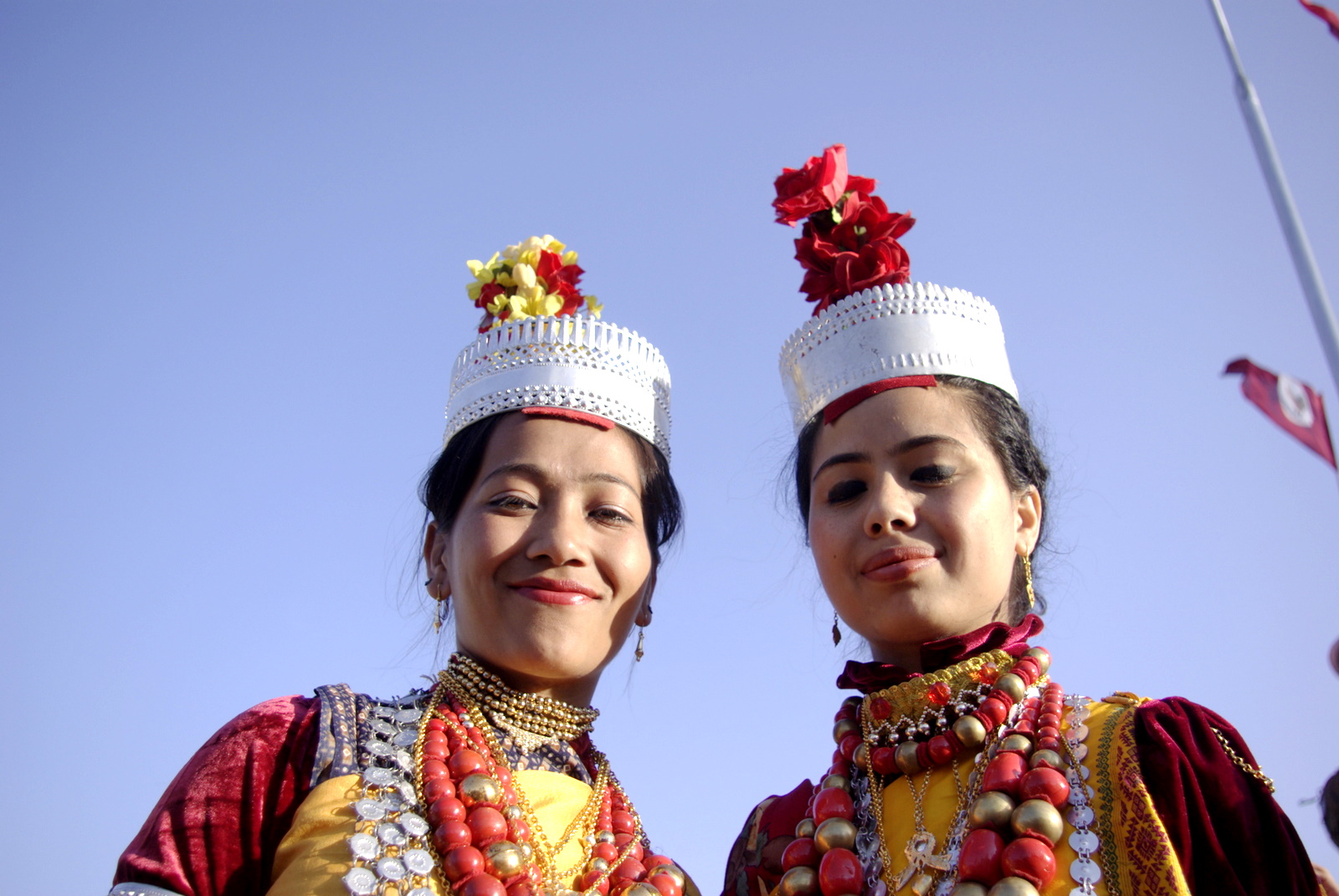
Mujeres khasi con vestidos tradicionales.

El pueblo khasi, los khasis o jasis son una minoría étnica indígena del estado de Meghalaya en el noreste de la India con una población significativa en el estado fronterizo de Assam y en ciertas partes de Bangladés.  asentada en la región montañosa entre Surma y Brahmaputra.
Su idioma, el kashi, se clasifica como el austroasiático más septentrional. 

## Historia
Los khasis son descendientes directos de las antiguas poblaciones munda de la India, o los primeros habitantes indígenas de la zona antes de las invasiones dravídicas, aunque probablemente tengan una influencia jemer.
Desde el punto de vista lingüístico, el khasi es muy similar al mon-jmer siendo el idioma munda el tronco común de estos idiomas. Primeramente fue un lenguaje oral, no tenían escritura propia, y usaban el alfabeto bengalí hasta la llegada de los misioneros galeses. Particularmente significativo a este respecto fue un evangelista galés, Thomas Jones, que transcribió el idioma khasi al alfabeto latino. 
Su cultura es característica, un punto de encuentro entre el hinduismo indio y la cultura china. Siguen el sistema matrilineal exógamo y tanto la herencia de la propiedad como la sucesión a los puestos tribales pasan por la línea femenina, pasando de la madre a la hija menor. Sin embargo, los puestos y la administración de la propiedad están en manos de hombres identificados por estas mujeres y no en manos de las mujeres mismas. Este sistema ha sido modificado por la conversión de muchos khasis al cristianismo, con el consiguiente conflicto de obligaciones rituales bajo la religión tribal y las demandas de la nueva religión, y por el derecho de las personas a hacer testamentos con respecto a la propiedad adquirida por ellos mismos.
Su economía es esencialmente agrícola y los principales cultivos son el arroz, la hoja de betel, la nuez de areca, las naranjas y las verduras. El arroz se cultiva en los fondos del valle y en terrazas construidas en las laderas. Muchos de los agricultores todavía cultivan solo por el método de tala y quema, en el cual la selva secundaria se quema y se cosecha una o dos cosechas sobre la ceniza.
El pueblo khasi no tiene sub-tribus, una confusión que a veces surge de la expresión Khynriam, u Pnar, u Bhoi, u War, "Niños de las Siete Tribus". Este término se basa principalmente en la ubicación geográfica donde habitan los khasis, en la parte norte se conocen como Bhoi, ya que esa área a menudo se llama Ri Bhoi. Las personas del este son conocidas como los Pnar, y llaman a su tierra Rilum Jaintia. Al sur se llaman War o War Ri, por sus regiones montañosas y la fertilidad del suelo. Al oeste tienen varios nombres regionales: Maram, Rimen, Khatsawphra, Mawiang, Lyngam. Un khasi que vive en el área central se conoce como Khynriam. Las personas Lyngngam que habitan las partes occidentales de las montañas Khasi del oeste que bordean las colinas de Garo muestran características lingüísticas y culturales que muestran influencias tanto de los khasis hacia el este como de las personas de Garo hacia el oeste. El último subgrupo que completó las 'siete chozas' son los Diko, un grupo extinto que una vez habitó las tierras bajas de las colinas de West Khasi.
Son conocidos los habitantes de la región de War de la comunidad khasi por haber diseñado y construido tradicionalmente puentes de raíces vivas, utilizando raíces de los árboles del caucho para pasar los ríos, para enfrentarse a los monzones y las humedades de la selva.

### Actualidad

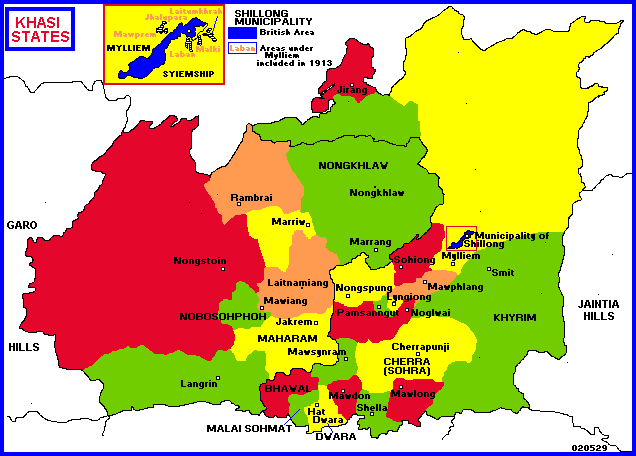
Estados Khasi en 1947.

El pueblo khasi forma la mayoría de la población de la parte oriental de Meghalaya, y es la comunidad más grande del estado, con alrededor del 48% de su población total. A los khasis, la Constitución de la India, les ha otorgado el estatus de Tribu Registrada. 
Los khasis entraron en contacto por primera vez con los británicos en 1823, después de que estos capturaran Assam. El área habitada por los khasis se convirtió en parte de la provincia de Assam después de que los Estados de Khasi Hill (que contaban con unos 25 reinos) entraran en una alianza con los británicos.
Según el censo de India de 2011, más de 1,41 millones de khasi vivían en Meghalaya en los distritos de East Khasi Hills, West Khasi Hills, South West Khasi Hills, Ri-Bhoi, West Jaintia Hills y East Jaintia Hills. En Assam, su población alcanzaba los 35.000. 

## Religión y mitología
Antes de la llegada de los misioneros cristianos, la mayoría de los khasi practicaban una religión tribal indígena. Ha sido difícil para los investigadores comprender las creencias y el significado de los rituales khasi, que se han resumido en animismo, politeísmo o culto a los antepasados.
Aunque alrededor del 85% de la población khasi ha abrazado el cristianismo, con un alto grado de escolaridad, una minoría sustancial de la gente khasi todavía sigue y practica su antigua religión indígena, que se conoce como Ka Niam Khasi o Niam tre. Las principales denominaciones cristianas seguidas por los khasis incluyen el catolicismo (especialmente salesianos), el anglicanismo, el presbiterianismo (la denominación cristiana más grande entre los khasis) y otros. También hay un pequeño número de Khasis, como resultado de matrimonios intercomunitarios, que son musulmanes. También hay seguidores del Unitarismo Khasi, fundado por Hajom Kissor Sing Lyngdoh Nongbri.
Su mitología se remonta a la morada original de la tribu a 'Ki Hynñiewtrep ('Las siete cabañas'). Según la leyenda, U Blei Trai Kynrad (Dios, el Señor Maestro) había distribuido originalmente la raza humana en 16 familias celestiales (Khadhynriew Trep). Sin embargo, siete de estas 16 familias estaban atrapadas en la tierra, mientras que las otras 9 estaban atrapadas en el cielo. Según el mito, una escalera celestial que descansa sobre el sagrado pico Lum Sohpetbneng (ubicado en el actual distrito Ri-Bhoi) permitió a las personas ir libremente y con frecuencia al cielo cuando quisieran hasta que un día fueron engañados para cortar un árbol divino que estaba situado en el pico Lum Diengiei (también en el distrito de Ri-Bhoi), un grave error que les impidió el acceso a los cielos para siempre. Este mito, como en otras mitologías, es visto como una metáfora de cómo la naturaleza y los árboles, en particular, son la manifestación de lo divino en la Tierra, y destruir la naturaleza y los árboles significa cortar nuestros lazos con lo Divino. Al igual que los japoneses, los khasis usan el gallo como un símbolo porque creen que fue él quien despertó a Dios y también humildemente allanó y despejó el camino para que Dios creara el Universo al principio de los tiempos. El gallo es el símbolo de la mañana que marca un nuevo comienzo y un nuevo amanecer.
Según Heide Göttner-Abendroth, todas las culturas matriarcales adoran a una deidad primordial femenina, de la que derivan las otras deidades y los elementos del paisaje. En su cultura se llama 'Ka-Meikha', diosa de la muerte, del renacimiento y los espíritus. La palabra diosa en khasi, 'Ka Blei' se ha abreviado como "Ka-li", y los investigadores consideran que la diosa india Kali es el producto de la creencia en esta diosa primordial. Kali todavía expresa el aspecto de la diosa como deidad de la muerte, e indirectamente del renacimiento.
Los khasi muestran un gran respeto por sus antepasados, hombres y mujeres. Se basan en la idea de que los miembros fallecidos de un clan renacerán en el seno del clan. También se rigen por un gran respeto por la naturaleza y los lugares sagrados que alberga. Los ríos, por ejemplo, se consideran sagrados, y hay emanaciones de la diosa, que recuerdan la creencia en las hadas en Europa. También celebran la cosecha.